# Si c'était à refaire (roman)
Pour les articles homonymes, voir Si c'était à refaire.
Si c'était à refaire est le treizième roman de l'écrivain français Marc Levy. Il est paru le 29 mars 2012 aux éditions Robert Laffont pour sa version physique et aux éditions Versilio pour sa version numérique.
Dans la résolution de son enquête, Andrew est aidé du commissaire Pilguez, personnage apparaissant dans Et si c'était vrai..., le premier roman de Levy.
Le roman sera sans doute suivi d'une suite.

## Résumé

### Premier quart du roman et introduction de l'intrigue
Andrew Stilman, 39 ans, est grand reporter au New York Times. Il vient de se marier avec une amie d'enfance.
Le 9 juillet 2012 au matin, il court le long de l'Hudson River quand il est soudainement agressé : quelqu'un vient de lui plonger un poignard, par l'arrière, entre les côtes. Une douleur fulgurante lui transperce le dos, il s'effondre dans une mare de sang.
Andrew reprend connaissance le 7 mai 2012, soit deux mois plus tôt. À compter de ce moment-là, il a 62 jours pour découvrir son assassin.

### Enquête d’Andrew
Andrew est aidé dans son enquête par son meilleur ami, Simon, vendeur de voitures, et par un policier qu’il a embauché, le commissaire Pilguez, personnage apparaissant dans le premier roman de Marc Levy, Et si c’était vrai....
S’agit-il de son collègue de bureau Olson, qui est jaloux de sa réussite ? Olson se drogue-t-il ? Pourquoi a-t-il acheté des instruments rares de chasse de gibier ? Quel est son secret ?
Son meurtre est-il en lien avec le voyage qu’il a fait avant sa mort, et qu’il doit refaire, en Argentine, sur les traces d’Ortiz, un ancien militaire de la junte militaire des années 1970, qui a contribué à massacrer des centaines d’innocents et volé des bébés ?
Ou alors avec son épouse récente, à qui il venait d’annoncer qu’il venait de rencontrer dans un bar une autre femme dont il était tombé soudainement fou amoureux ?
Ou encore avec M. Capetta, qui a tenté de le blesser grièvement en raison d’une enquête qu’il avait faite concernant le vol d’enfants en Chine par la mafia chinoise et leur revente en Amérique à des orphelinats ?